# Enterprise Application Integration
Enterprise Application Integration (EAI) (integrazione d'applicazioni di impresa) si riferisce al processo d'integrazione tra diversi tipi di sistemi informatici attraverso l'utilizzo di software e soluzioni architetturali.
L'EAI può avvenire a quattro livelli:
- Integrazione orientata ai dati: Avviene a livello di database o archivi dati, può essere in real-time o no e di solito è composta di trasferimenti batch, unioni di dati, repliche di dati o soluzioni complete ETL (Extract, Transform, Load);
- Integrazione orientata a funzioni e metodi: è di solito integrazione di applicazioni (A2A), e può essere diretta, con paradigma request/response o basata su strumenti di middleware o su codice custom, sviluppato ad hoc;
- Integrazione di interfacce utente: è la standardizzazione delle interfacce utente entro un unico modello, di solito basata sul browser (interfacce web), si parla infatti di enterprise business portal o enterprise application portal;
- Integrazione dei processi business: agisce direttamente al livello dei processi business ed è la più efficiente da un punto di vista funzionale, ma non è facile da applicare quando vi sono prodotti software con logica business rigida; per essere flessibile, conduce implicitamente alla Service-Oriented Architecture.